# Cypriánův mor
Cypriánův mor byla pandemie, která postihla Římskou říši v letech 249 až 262. Způsobila nedostatek pracovních sil i vojáků, který podle historika Kylea Harpera vedl ke krizi třetího století. Moderní název připomíná biskupa z Kartága svatého Cypriána, který pandemii popsal ve svém díle De mortalitate. Vzhledem k nedostatku pramenů není jasná příčina nemoci, mohly jí být pravé neštovice, chřipka nebo filoviry. Infekce přišla pravděpodobně z území Etiopie. Byzantský historik Georgios Kedrenos uvedl, že šlo o vysoce nakažlivou chorobou, která se šířila i očním kontaktem. 
Podle záznamů umíralo na vrcholu pandemie v Římě 5000 lidí denně. K obětem patřil císař Hostilianus. S morem bývá spojována také smrt Claudia II., k níž však došlo až v roce 270.
V Thébách byly v roce 2014 nalezeny doklady hromadných pohřbů z období Cypriánova moru. Pokles znečištění také ukazuje na hospodářskou krizi.